# Илко Димитров
 Тази статия е за българския общественик и поет.  За българския революционер вижте Илко Димитров (революционер).  
Илко Димитров е български общественик и поет.

## Биография
Роден е през 1955 г. в град София. Завършва Юридическия факултет на Софийския университет „Климент Охридски“. Работи като юрист в София. Заместник-министър на отбраната (2003-2005), народен представител в XL народно събрание (2005-2009).

## Награди
- Годишна награда на Сдружението на български писатели за 1999 г. – за поемата „Паркът“
- Национална награда „Иван Николов“ за най-добра поетична книга на 2009 г. – за поемата „Продавачът на конци“[1]

### Поезия
- „Опит за определение“, стихове, Изд. „Български писател“, София, 1989
- „Обратен водопад“, стихове, „Свободно поетическо общество“, София, 1995
- „Вселена по здрач“, стихове, „Свободно поетическо общество“, София, 1998
- „Паркът“, поема, Изд. „Лодос“, София, 1999
- „Трите кошници“, стихове, Изд. „Лодос“, София, 2000[2]
- „Разчленяване“, поема, Изд. „Стигмати“, София, 2001[3]
- „Бяло“, избрано, Изд. „Стигмати“, София, 2008[4]
- „Продавачът на конци“, поема, Изд. „Стигмати“, София, 2009[5]
- „4етири“, поезия, Изд. „Стигмати“, София, 2011[6]
- „това едно / можеш ли го“, поезия, ИК „Критика и хуманизъм“, София, 2013[7]
- „Черно“, избрано, Издателство за поезия ДА, София, 2018
- „Приближение“, поезия, ИК „Критика и хуманизъм“, София, 2019
- „Изчезване на времето“, поезия, ИК „Изток-Запад“, София, 2021
- „Веднъж през август“, поезия, ИК „Аквариус“, София, 2023

### Други произведения
- „Приказки за Попо“, книга за деца, Изд. „Аргес“, София, 1992
- „Двамата съдружници“, есета, Изд. „Стигмати“, София, 2007 [8]
- „Бог в Ню Йорк“, проза, Изд. „Стигмати“, София, 2010[9]